# Retigabina
La Retigabina, originalmente creada por los laboratorios Valeant Pharmaceuticals de Norteamérica y fabricada después por GlaxoSmithKline para el medicamento Potiga, un fármaco empleado en epilepsia. En 2010 se decretó en Estados Unidos que el nombre inicial, Retigabina, sería cambiado por el de Ezogabine, reteniendo el nombre genérico original para los demás países
Fue dicontinuado en junio de 2017.

## Uso indicado
La retigabina fue aprobada para su uso en combinación con otros medicamentos anticonvulsivos para tratar la epilepsia de inicio parcial en pacientes mayores de 18 años que han tenido una respuesta inadecuada a otras terapias alternativas y para quienes los beneficios del tratamiento superan los riesgos.

## Modo de acción
El perfil farmacológico de la retigabina es diferente de todos los fármacos antiepilépticos aprobados. Su principal mecanismo de acción es como modulador alostérico positivo de canales iónicos KCNQ2-5 (K (v) 7.2-7.5) lo que define a este fármaco como el primer abridor neuronal de canales de potasio (K+) para el tratamiento de la epilepsia.
En abril de 2013, la Administración de Drogas y Alimentos de Estados Unidos (FDA) advirtió al público que el fármaco podría causar coloración azul de la piel y anormalidades oculares caracterizadas por cambios pigmentarios en la retina. En octubre del mismo año se aprobó un cambio en la etiqueta para alertar a los pacientes sobre la posibilidad de sufrir estos serios efectos adversos que pudieran llegar a ser permanentes. La FDA requirió de GlaxoSmithKline a llevar a cabo un estudio a largo plazo.

## Estado
GlaxoSmithKline dejó de fabricar el producto y dejó de comercializarse el 30 de junio de 2017 tanto en Estados Unidos, como en Europa (comercializado bajo el nombre de Trobalt).